# Ковзанярський спорт на зимових Олімпійських іграх 1952
Змагання з ковзанярського спорту на зимових Олімпійських іграх 1952 проходили на стадіоні Біслетт на одній з найкращих ковзанок світу.
Змагання пройшли з 16 лютого по 19 лютого.
У змаганнях взяли участь 67 спортсмена (усі чоловіки) з 14 країн. У рамках змагань було розіграно 4 комплекта нагород.
За кількістю отриманих медалей різного ґатунку всіх обійшли ковзанярі збірної Норвегії, які виграли три золотих та три бронзових медалі. Г'яльмар Андерсен завоював три золотих медалі, встановивши на дистанціях 5000 та 10000 м олімпійські рекорди.

## Розклад
| День   | Дата      | Змагання      |
| ------ | --------- | ------------- |
| День 1 | 16 лютого | 500 метрів    |
| День 2 | 17 лютого | 5000 метрів   |
| День 3 | 18 лютого | 1500 метрів   |
| День 4 | 19 лютого | 10 000 метрів |

## Країни—учасниці
| - - Австралія (1) - Австрія (3) - Бельгія (3) - Велика Британія (3) - Італія (3) - Канада (4) - Нідерланди (7) | - - Норвегія (12) - Об'єднана німецька команда (1) - США (7) - Фінляндія (6) - Угорщина (2) - Швеція (9) - Японія (6) |

В дужках вказана кількість спортсменів від країни.

## Таблиця медалей
| Місце | Країна           | Золото | Срібло | Бронза | Загалом |
| ----- | ---------------- | ------ | ------ | ------ | ------- |
| 1     | Норвегія (NOR)   | 3      | 0      | 3      | 6       |
| 2     | США (USA)        | 1      | 1      | 0      | 2       |
| 3     | Нідерланди (NED) | 0      | 3      | 0      | 3       |
| 4     | Канада (CAN)     | 0      | 0      | 1      | 1       |
| 4     | Швеція (SWE)     | 0      | 0      | 1      | 1       |
|       | Усього           | 4      | 4      | 5      | 13      |

## Чемпіони та медалісти
| Дисципліна             | Золото                       | Срібло                          | Бронза                                        |
| Чоловіки: 500 метрів   | Кеннет Генрі · США           | Дон МакДермотт · США            | Гордон Одлі · Канада Арне Йогансен · Норвегія |
| Чоловіки: 1500 метрів  | Г'яльмар Андерсен · Норвегія | Вільм ван дер Вурт · Нідерланди | Роальд Ос · Норвегія                          |
| Чоловіки: 5000 метрів  | Г'яльмар Андерсен · Норвегія | Кеес Брекман · Нідерланди       | Сверре Інгольф Гоглі · Норвегія               |
| Чоловіки: 10000 метрів | Г'яльмар Андерсен · Норвегія | Кеес Брекман · Нідерланди       | Карл-Ерік Асплунд · Швеція                    |